# Palanka (гурт)
PALANKA — український дитячий музичний колектив зі Львова, який грає в стилі поп/рок. Учасники колективу це діти віком від 5 до 12 років.

## Ранній період (2012—2018)
Дитячий гурт PALANKA був створений у 2012 році в місті Львів за ініціативи музичної школи YOLO, керівник якої є відомий львівський блогер та музикант Святослав Адепт, відомий також як гітарист гурту VITER.
У 2014 році гурт зняв своє перше відео на пісню "Rock N Roll Queen", рок гурту The Subways. Британці позитивно оцінили роботу та опублікував її на своїх офіційних сторінках.
Фронтменша гурту Шарлотта Купер  прокоментувала: “They are rock stars in making!!!”(Вони майбутні рок зірки).
У 2017 році Любомир Сопільник покинув гурт, та пізніше приєднався до колективу Joryj Kłoc. В цьому ж році гурт знімає своє друге відео на пісню "Тримай" Христини Соловій.
У 2018 гурт випустив своє третє відео на пісню Amerika німецького індастріал-метал гурту Rammstein. 
Для зйомок кліпу були запрошеній київські музиканти: барабанщиця гурту The Sixsters - Катя Кузякіна та вокаліст гурту Steinhertz - Денис Снігірь.
Кліп набрав 1 000 000 переглядів на YouTube та отримав багато схвальних коментарів з таких країн: Мексика, Чилі, Перу, Аргентина, Бразилія, Коста-Рика.
Монтаж кліпу робив Василь-Прозоров Переверзєв, відомий як вокаліст гурту ТОЛ та Пісні Наших Днів.
У 2018 році гурт став лауреатом премії "Empire of Arts 2018".

## Сучасний період (2019— наш час)
Весною 2019 році гурт анонсував свій перший сольний концерт у Львові. Подія відбулась у клубі MALEVICH, та зібрала аншлаг.
Восени 2019 року гурт презентував свій дебютний сингл "Босоніж" (на вокалі Вікторія Задорецька), який отримав схвальні відгуки від музичних критиків та українських радіостанцій.
В грудні 2019 гурт зіграв масштабне різдвяно-новорічне шоу у Львові.
На початку 2020 року гурт опублікував концертне відео на пісню "Не вмію" гурту Сальто Назад який за місяць до цього оголосив про завершення кар'єри. 

## Учасники гурту
Сучасний склад гурту:
- Вікторія Задорецька — вокал
- Юстина Поташник — вокал
- Куча Дарія — вокал
- Анастасія Мочерад — вокал
- Данило Комаречко — гітара
- Данило Довгунь — гітара
- Анна Панчишин  — гітара
- Тая Возничка — бас
- Юрій Самойленко — бас
- Марія Токмакова — клавіші
- Анна-Марія Калин — кейтар

Запрошені музиканти:
- Денис Снігірь (Steinhertz) - вокал
- Катя Кузякіна (The Sixsters) - ударні
- Дмитро Кудрявцев (Галактика) - ударні
- Єлизавета Ткачук - клавіші
- Нікон Напрасніков - клавіші

Схема охоплює період 2012 — 2020 років

## Дискографія

### Сингли
- 2019  — Босоніж;

## Кліпи
- «Rock n Roll Queen» (2014)  [Архівовано 19 листопада 2020 у Wayback Machine.]
- «Тримай» (2017)
- «Amerika» (2018)  [Архівовано 6 квітня 2020 у Wayback Machine.]